# 99 d'Aquari
99 d'Aquari (99 Aquarii) és una estrella de la constel·lació d'Aquari. Té una magnitud aparent de 4,38. Forma la part esquerra de la constel·lació juntament amb les estrelles 98 d'Aquari, 101 d'Aquari i Psi1 d'Aquari. Té una ascensió recta de 23 hores i 26 minuts i una declinació de -21° 39′. Es tracta d'una estrella gegant taronja; posseeix una magnitud absoluta de -0,49 i la seva velocitat radial positiva indica que l'estrella s'allunya del sistema solar.
Es tracta d'una estrella situada a l'hemisferi celeste austral, molt a prop de l'equador celeste; el que comporta que pugui ser observada des de totes les regions habitades de la Terra, exceptuant el cercle polar àrtic. A l'hemisferi sud sembla circumpolar només en les àrees més internes de l'Antàrtida, sent de magnitud 4,4 és visible a ull nu en les condicions adequades de foscor del cel. El millor període per a la seva observació és entre els mesos d'agost i desembre. El període de visibilitat és pràcticament el mateix en els dos hemisferis degut a la seva posició propera a l'equador celeste.